# Jezioro Kruchowskie
Jezioro Kruchowskie – jezioro w Polsce, w województwie wielkopolskim, w powiecie gnieźnieńskim, w gminie Trzemeszno, na Pojezierzu Gnieźnieńskim. Północny, wschodni i południowy brzeg akwenu zajmują zabudowania wsi Kruchowo, zachodni brzeg zajmują łąki.

## Dane morfometryczne
Zwierciadło wody położone jest na wysokości 109,5 metrów. Maksymalna głębokość wynosi 3 metry. Powierzchnia zwierciadła wody wynosi 35 ha.